# Булакбашинский район
Булакбаши́нский райо́н (тума́н; узб. Buloqboshi tumani / Булоқбоши тумани) — район в южной части Андижанской области Узбекистана. Самый новый и наименьший по площади туман Андижанской области. Административный центр — городской посёлок Булакбаши.

## История
Образован 9 апреля 1992 года.

## Административно-территориальное деление
Район состоит из двух городских посёлков (шахарча) и 4-х сельских сходов граждан (кишлак-фукаролар-йигини), включающих 31 село:
- 2 городских посёлка:
- Андижан,
- Булакбаши.

4 сельских схода граждан:
- Кулла,
- Майарык,
- Найман,
- Ширманбулак.

## Природа
Рельеф представлен горами и предгорными равнинами. В долинах между возвышенностями расположены болота. Климат высоких субтропических нагорий. Средняя температура июля — +26˚С, февраля — −3.5˚С. Вегетационный период составляет 230 дней. Среднегодовое количество осадков — 200—300 мм. Орошаемая система района включает Южный Ферганский канал и Шахрихансай.
Почвы на равнинах — серозёмы и бурозёмы, на адырах — песчаник, мергель, лес и гравий. На целинных участках произрастают полынь, лебеда, одуванчик, тростник, дурман, верблюжья колючка, гребенщик, пальчатка, хвощ, сорго, вьюнок полевой, волошка.
Среди диких животных распространены лисица, змеи, ящерицы (вараны), птицы (кеклик, перепёлка, аист, дикие утки, удод, ворона, сорока, шпак индийский, сыч, беркут и прочие).